# Rifugio Venna alla Gerla
Rifugio Venna alla Gerla - Rifugio Europa (in tedesco Landshuter Europahütte) è un rifugio che si trova sulle Alpi della Zillertal al confine tra Italia e Austria.

## Localizzazione
Si trova al confine tra la val di Vizze (Italia) e la Vennatal (Austria) non lontano dal monte Gerla (Kraxentrager) (2.999 m) al confine tra il comune italiano di Val di Vizze e quello austriaco di Gries am Brenner.

## Storia
Costruito a partire dall'estate del 1887 dalla sezione di Landshut (Germania) del Deutscher und Österreichischer Alpenverein (DuÖAV), il rifugio venne inaugurato nell'agosto del 1899 dopo 12 anni di lavori e dopo solo tre anni venne ampliato.
Con l'entrata in guerra dell'Italia nella prima guerra mondiale il rifugio venne abbandonato, con il trattato di Saint-Germain-en-Laye del 1919 si trovò sulla nuova linea di confine con due terzi del rifugio sotto l'Italia e un terzo sotto l'Austria.
A causa della nuova situazione il rifugio venne quindi definitivamente abbandonato fino allo scoppio della seconda guerra mondiale.
Nel dopoguerra la parte italiana del rifugio divenne una caserma della Guardia di finanza
Nel 1972 la parte italiana del rifugio venne abbandonata e cadde in abbandono.
Nel 1984 il Deutscher Alpenverein (DAV) di Landshut si incontrarono con la sezione del Club Alpino Italiano di Vipiteno e venne decisa la ricostruzione del rifugio.
Il rifugio venne quindi inaugurato il 10 settembre 1989 con il nome di "Europa", il rifugio è di proprietà del CAI di Vipiteno assieme con la sua controparte tedesca DAV di Landshut ed è tuttora gestito dalla famiglia Holzer di Val di Vizze.